# Le Chemin de la gloire
Pour les articles homonymes, voir Les Chemins de la gloire (homonymie).
Pour plus de détails, voir Fiche technique et Distribution.
Le Chemin de la gloire est un film français réalisé par Gaston Roudès et sorti en 1927.

## Synopsis
Un médecin découvre un traitement contre le cancer, et l'expérimente sur une de ses jeunes patientes, mais il croit la tuer.

## Fiche technique
- Réalisation : Gaston Roudès
- Photographie : André Dantan
- Durée : 111 minutes[1]
- Date de sortie : 1927

## Distribution
- Constant Rémy
- France Dhélia
- Genica Missirio
- Tessy Harrison
- Joaquín Carrasco
- Albert Combes